# WWE SummerSlam (2017)
Der 30. WWE SummerSlam 2017 war eine Wrestling-Veranstaltung der WWE, die als Pay-per-View und auf dem WWE Network ausgestrahlt wurde. Sie fand am 20. August 2017 im Barclays Center in New York City, New York, Vereinigte Staaten statt. Es war die 30. Austragung des SummerSlam seit 1988 und fand zum dritten Mal in Folge im Barclays Center und zum sechsten Mal nach 1988, 1991, 1998, 2015 und 2016 in New York City sowie im Bundesstaat New York statt. Am 19. August 2018 fand der nächste SummerSlam erneut im Barclays Center statt.

## Hintergrund
Im Vorfeld der Veranstaltung wurden insgesamt 13 Matches angesetzt, von denen drei in der Kickoff-Show stattfinden sollten. Diese entstanden aus den verschiedenen Storylines, die in den Wochen zuvor bei Raw, SmackDown Live und 205 Live, drei der wöchentlich ausgestrahlten Shows der WWE, gezeigt wurden. Mit Ausnahme der WWE Intercontinental Championship wurden alle Titel des Hauptrosters verteidigt.
Hauptkampf wurde ein Fatal-Four-Way-Match um die WWE Universal Championship zwischen dem Titelträger Brock Lesnar sowie seinen Herausforderern Braun Strowman, Roman Reigns und Samoa Joe.

### The Miz und The Miztourage gegen die Hardy Boyz und Jason Jordan

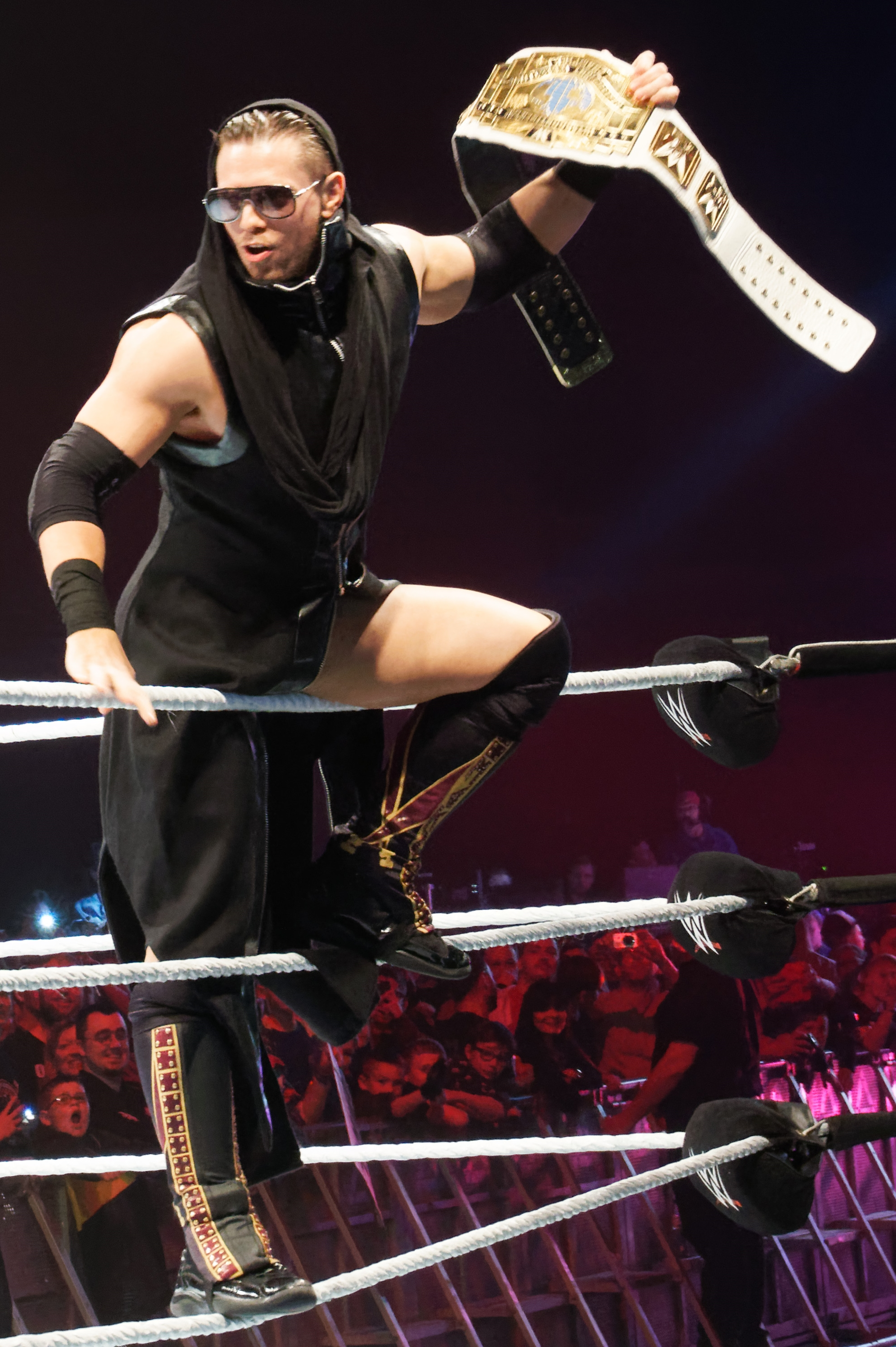
The Miz (April 2016)

In der Raw-Folge des 29. Mai 2017 erhielt der Raw-Kommentator Corey Graves eine Message auf dem Smartphone, die den Raw General Manager Kurt Angle betraf und war der Meinung, dass diese ihn ruinieren könnte. Über einige Wochen erhielten Angle und Graves ähnliche Messages zu diesem Thema.
Graves konfrontierte Angle in der Raw-Folge des 10. Juli 2017 mit Fragen dazu. Angle gab zu verstehen, dass er die Geschehnisse in der nächsten Woche öffentlich mache, er dadurch aber sowohl seine Familie verlieren als auch seine Karriere im WWE-Universum zerstören könnte. Graves war zuversichtlich, dass das gesamte WWE-Universum und alle Wrestler hinter ihm stünden. Später am Smartphone lud Angle eine unbekannte Person in die Raw-Ausgabe der nächsten Woche ein, um die Probleme auszudiskutieren und die Thematik öffentlich zu machen.
In dieser Raw-Folge enthüllte Angle, dass Jason Jordan von American Alpha sein unehelicher Sohn sei (Kayfabe) und jetzt ein Vertrag mit Raw habe. Dadurch wurde das Tag Team American Alpha auseinandergerissen und aufgelöst, denn beide waren zuvor bei SmackDown unter Vertrag.
Jordan besiegte in der folgenden Woche Curt Hawkins in seinem Debüt-Match bei Raw. Zu Gast bei Miz TV versuchte der Intercontinental Champion The Miz Jordan als Mitglied seiner Miztourage (Curtis Axel und Bo Dallas) zu gewinnen, aber Jordan wies das Angebot mit der Aussage zurück, dass er keine Hilfe benötige, denn der Raw General Manager sei sein Vater. Jordan fügte hinzu, dass er keine bevorzugte Behandlung akzeptiere, und The Miz entgegnete einige lästernde Kommentare über Angle. Als The Miz gegen Jordan ausholen wollte, duckte sich dieser und setzte gegen The Miz einen Suplex auf die Miztourage ein.
Jordan besiegte The Miz in der Raw-Folge des 14. August 2017 durch Disqualifikation, da die Miztourage zugunsten The Miz eingegriffen hatte. Daraufhin rannten die Hardy Boyz (Jeff und Matt Hardy) in den Ring, um Jason Jordan vor der Miztourage zu schützen. Später am Abend gewannen die Hardy Boyz und Jordan ein 6-Mann-Tag Team Match gegen The Miz und The Miztourage. Die WWE gab am 17. August 2017 bekannt, dass The Miz und The Miztourage in einem Rückmatch in der Kickoff-Show bei SummerSlam auf die Hardy Boyz und Jordan treffen werden.

### Akira Tozawa gegen Neville
Neville besiegte Akira Tozawa bei Great Balls of Fire und blieb WWE Cruiserweight Champion. In der nächsten Raw-Folge bildete Tozawa ein Team mit Cedric Alexander und siegte gegen Neville und Noam Dar. Am folgenden Abend bei WWE 205 Live, dem Cruiserweight-Roster der WWE, begann Tozawa eine Fehde mit Ariya Daivari, darin konnte aber kein Sieger ausgemacht werden.
In der folgenden Woche bei Raw kam es zu einem Rückmatch zwischen den beiden, dass Daivari gewinnen konnte, denn Tozawas Manager Titus O’Neil gab das Match auf Wunsch Tozawas auf. In der nächsten 205 Live-Ausgabe hielten die beiden ein weiteres Rückmatch ab, dass Tozawa gewinnen konnte. Daraufhin wurde er nochmals von Daivari angegriffen.
Charly Caruso hatte in der folgenden Raw-Ausgabe ein Interview mit Tozawa, in dem er Daivari zu einem weiteren Rückmatch herausforderte, doch O’Neil hat das Match abgesagt. Später, als Tozawa auf den Weg in den Ring war, wurde er von Neville angegriffen. Daraufhin kam Daivari dazu und attackierte beide, sowohl Tozawa als auch Neville. Neville wurde in der nächsten 205 Live-Folge von Daivari durch Auszählen besiegt.
In der nächsten Raw-Folge wurde ein Match zwischen Tozawa und Daivari für die nächste 205 Live-Ausgabe angesetzt. Der Sieger sollte Nummer-1-Herausforderer auf die Cruiserweight Championship gegen Neville bei SummerSlam werden. Tozawa besiegte Daivari und wurde damit zum Nummer-1-Herausforderer erklärt.
Akira Tozawa bekam in der Raw-Folge des 14. August 2017 schon vorher die Titel-Chance in einem Match gegen Neville, das er auch gewinnen konnte. Infolgedessen wurde bei SummerSlam das Titelmatch als Rückmatch angesetzt und Neville forderte den Cruiserweight Champion Tozawa heraus. Zwei Tage später wurde das Match für die Kickoff-Show angesetzt.

### The New Day gegen The Usos

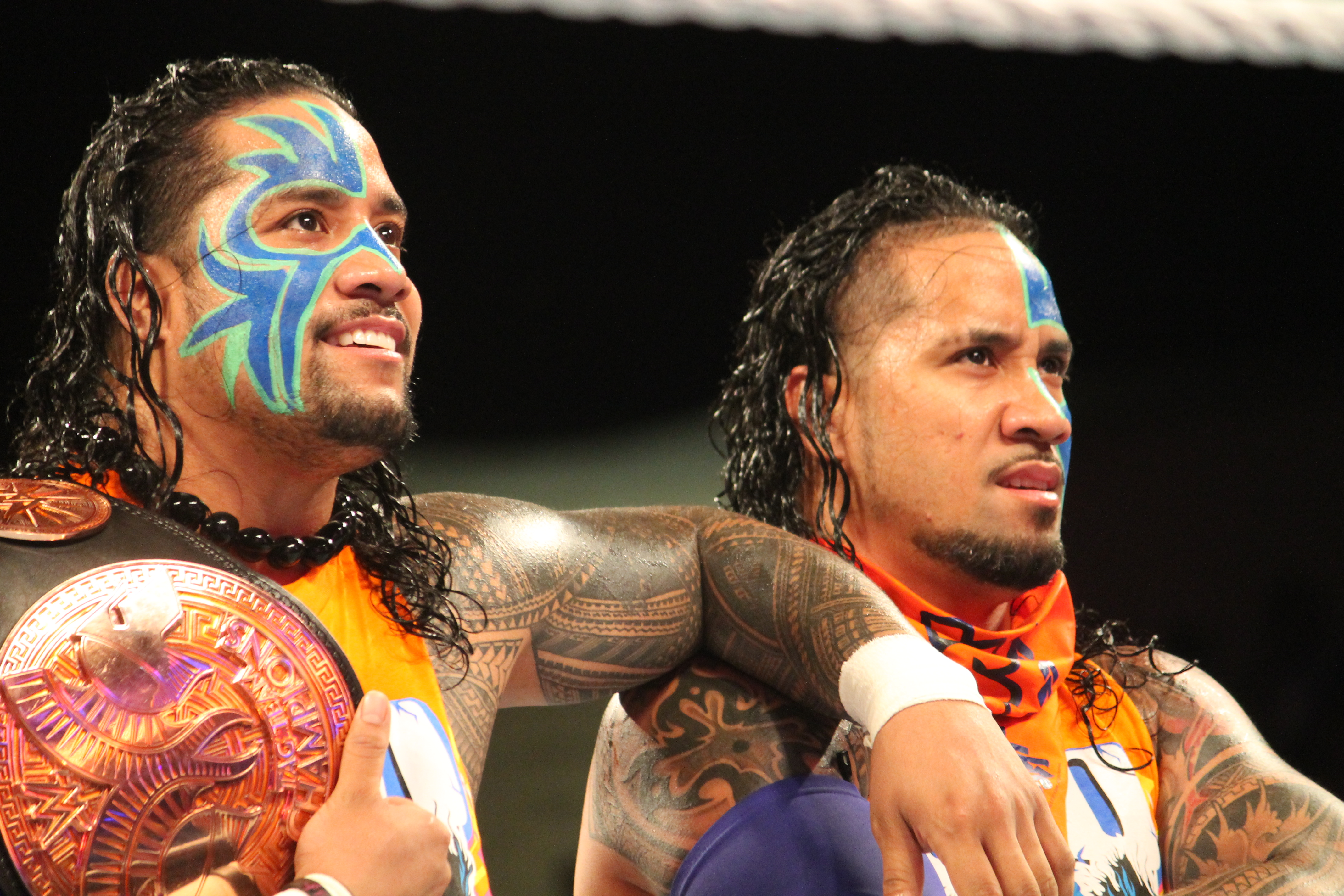
The Usos (September 2014)

Bei Battleground siegten Kofi Kingston und Xavier Woods von The New Day gegen The Usos, das Tag Team von Jey und Jimmy Uso, und gewannen damit die SmackDown Tag Team Championship. Als The New Day in der darauffolgenden SmackDown-Ausgabe ihre Championship feiern wollten, wurden sie von The Usos angegriffen. In der nächsten Woche verlangten The Usos von The New Day ein Rückmatch um den Titel, woraufhin ein Match um die SmackDown Tag Team Championship bei SummerSlam festgesetzt wurde.
Nachdem The Usos in der folgenden SmackDown-Ausgabe das Match gegen Tye Dillinger und Sami Zayn gewonnen hatten, zog Big E die Aufmerksamkeit der Usos auf sich, damit sie Kingston und Woods von hinten angreifen konnten. In der letzten SmackDown-Folge vor dem SummerSlam setzte SmackDown General Manager Daniel Bryan das Match zwischen The Usos und Big E und Woods von The New Day fest. Daraufhin haben The Usos als Vergeltung für die Vorkommnisse der letzten Woche ein Match gegen Kofi Kingston und Xavier Woods noch am selben Abend verlangt. Bryan setzte das Match fest und The Usos konnten das Match per Pinfall gegen Kingston gewinnen. Am 16. August 2017 gab WWE bekannt, dass dieses Match in der Kickoff-Show des SummerSlam stattfinden wird.

### Baron Corbin gegen John Cena
In der SmackDown-Folge vom 25. Juli 2017 besiegte Shinsuke Nakamura den Mr. Money in the Bank Baron Corbin. Nach Nakamuras Gewinn gegen John Cena in der Folge vom 1. August 2017 griff Corbin auf WWE Network Nakamura von hinten an. Cena kam ihm zu Hilfe und setzte einen Attitude Adjustment gegen Corbin auf dem Kommentatorentisch ein.
SmackDown General Manager Daniel Bryan setzte in der folgenden Woche ein Match zwischen Baron Corbin und John Cena bei SummerSlam fest. In der letzten SmackDown-Folge vor SummerSlam griff Corbin Cena während seines non-Titelmatches gegen Jinder Mahal an, was zu einer Disqualifikation von Jinder Mahal führte. Danach löste Corbin seinen Money in the Bank-Vertrag ein, attackierte aber nach Matchbeginn Cena auf dem Mattenrand, woraufhin Mahal Corbin einrollte und siegte.

### Naomi gegen Natalya

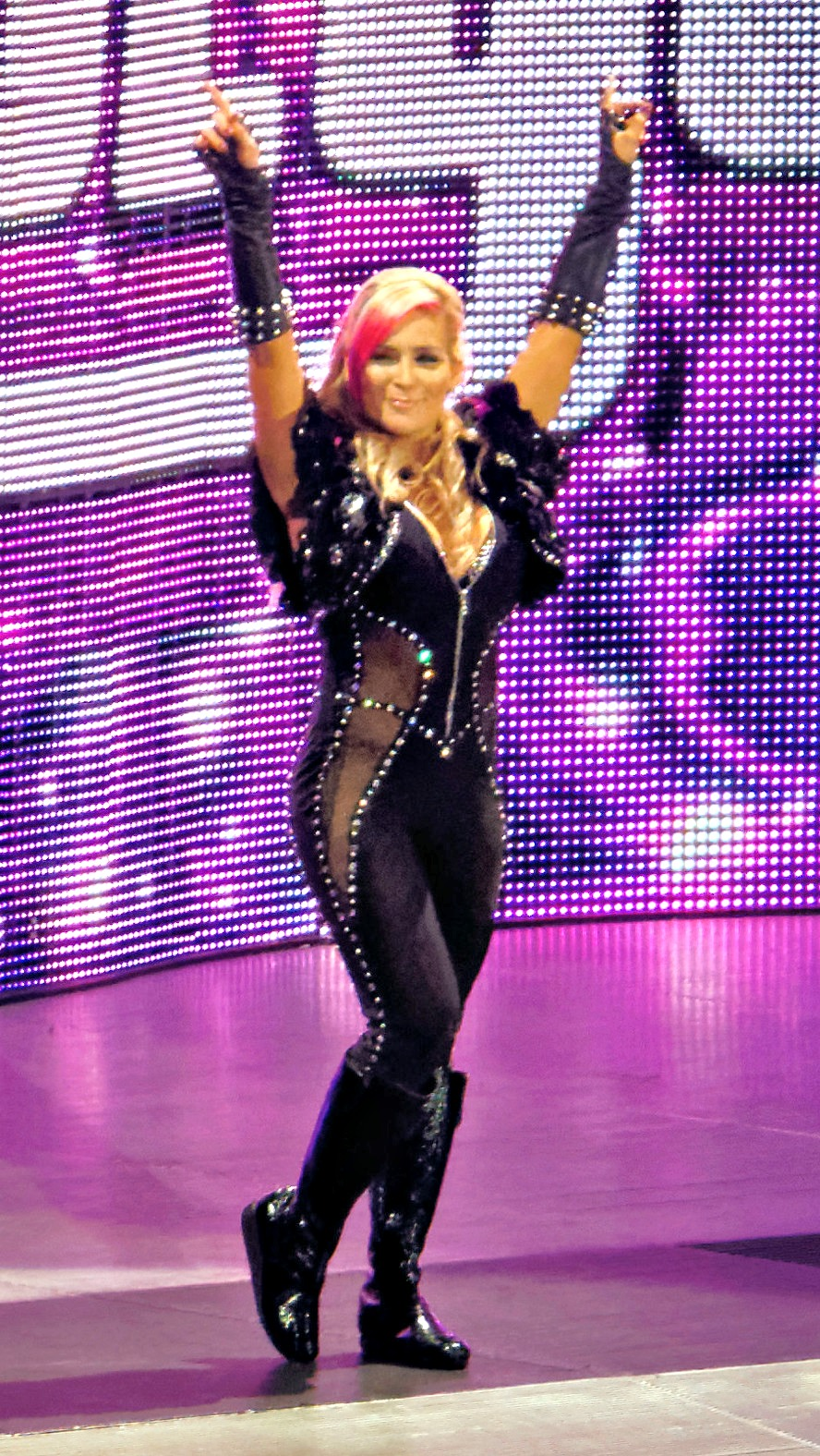
Natalya (März 2015)

In der SmackDown-Folge vom 11. Juli 2017 setzte der SmackDown Commissioner Shane McMahon ein Fatal-Five-Way-Ausscheidungsmatch für Battleground an. Die Kontrahentinnen waren Charlotte Flair, Becky Lynch, Natalya, Lana und Tamina. Die Siegerin sollte ein Titelmatch auf die SmackDown Women’s Championship gegen Naomi bei SummerSlam bekommen. Natalya gewann das Match, und Naomi, die als Gastkommentatorin am Ring saß, wollte Natalya zur Gratulation die Hand schütteln. Natalya lehnte die Geste jedoch ab.
In der nächsten Folge von SmackDown konfrontierte Natalya Naomi damit, dass sie aus dem Titelgürtel ein Spielzeug gemacht habe, denn sie stattete ihn mit LED-Lichtern aus. Natalya warf Naomi vor, dass sie die Hart-Familie nicht respektiere, und bei SummerSlam sollte der Titel die Ehre zurückerlangen, die ihm auch zusteht. Ms. Money in the Bank Carmella drohte Naomi mit der Einlösung des Money in the Bank-Vertrags. Naomi und Lynch besiegten in der folgenden Woche Natalya und Carmella, nachdem sich Carmella selbst einwechselte und sofort von Naomi geschlagen wurde.
In der SmackDown-Folge vom 8. August 2017 besiegte Carmella Naomi in einem non-Titelmatch durch Eingreifen ihres Managers James Ellsworths, der gerade erst nach seiner 30-Tage-Sperre an den Ring zurückgekehrt war. Später am Abend warnte Natalya Carmella und Ellsworth, nicht ins Match gegen Naomi beim Summerslam einzugreifen. Carmella entgegnete Natalya, dass sie hoffe, sie gewinne beim SummerSlam, damit sie sofort ihren Money in the Bank-Vertrag einlösen könne, um die SmackDown Women’s Championship zu gewinnen.
Naomi war nächste Woche Gastkommentatorin im Match zwischen Natalya und Lynch. Nach dem Match griff Natalya Becky Lynch weiterhin an. Sie zog sich zurück, als Naomi zu Hilfe kam. Daraufhin kam Carmella heraus und wünschte Naomi und Natalya viel Glück beim SummerSlam. James Ellsworth fügte hinzu, dass, egal wer das Match gewinne, die SmackDown Women’s Championship verlieren würde und deutete dabei auf den Money in the Bank-Koffer.

### Big Cass gegen Big Show und Enzo Amore
Bei Great Balls of Fire besiegte Big Cass Enzo Amore. Am folgenden Abend bei Raw brüstete sich Big Cass über den Sieg und wurde daraufhin von Big Show angegriffen, der Big Cass aus dem Ring warf. Als Amore in der nächsten Woche Big Cass damit vorführte, kamen erst Big Cass und dann Big Show, der Amore beschützen wollte, in den Ring. In einer Schlägerei streckte Big Cass Big Show nieder.
Enzo Amore und Big Cass hatten in der folgenden Woche ein Rückmatch, das Big Cass erneut gewonnen hat. Nach dem Match attackierte Big Cass Amore weiterhin, worauf Big Show zuhilfekam. Big Cass schlug ihn jedoch erneut zu Boden.
In der nächsten Raw-Folge besiegte Big Cass Big Show per Disqualifikation, weil Amore Big Cass während des Matches angriff. Nachdem Big Cass Amore mit einem Big Boot ausschaltete, streckte Big Show ihn mit einem KO Punch nieder.
Luke Gallows und Karl Anderson gewannen in der Raw-Ausgabe des 7. August 2017 gegen Amore und Big Show, nachdem Big Cass die beiden am Ring ablenkte. Zwischen Big Cass, Amore und Big Show brach eine Schlägerei aus, die Big Show wiederum mit einem KO Punch gegen Big Cass beenden konnte. Später am Abend konfrontierte Big Cass den Raw General Manager Kurt Angle mit der Bitte um ein Match gegen Big Show bei SummerSlam, Amore jedoch solle für die Zeit aus dem Staat New York verbannt werden. Angle schlug stattdessen vor, Amore während des Matches in einen Shark Cage über den Ring zu sperren. Als Big Cass eingewilligt hatte, setzte Angle das Match für SummerSlam fest.
Als Big Cass Enzo Amore und Big Show in der Raw-Folge des 14. August vorführen wollte und den Shark Cage präsentierte, wurde er von den beiden unterbrochen. Big Cass attackierte Amore, worauf Big Show zurückschlug. Luke Gallows und Karl Anderson kamen Big Cass zu Hilfe und brachen letztendlich Big Shows Hand in der Tür des Shark Cages.

### Rusev gegen Randy Orton

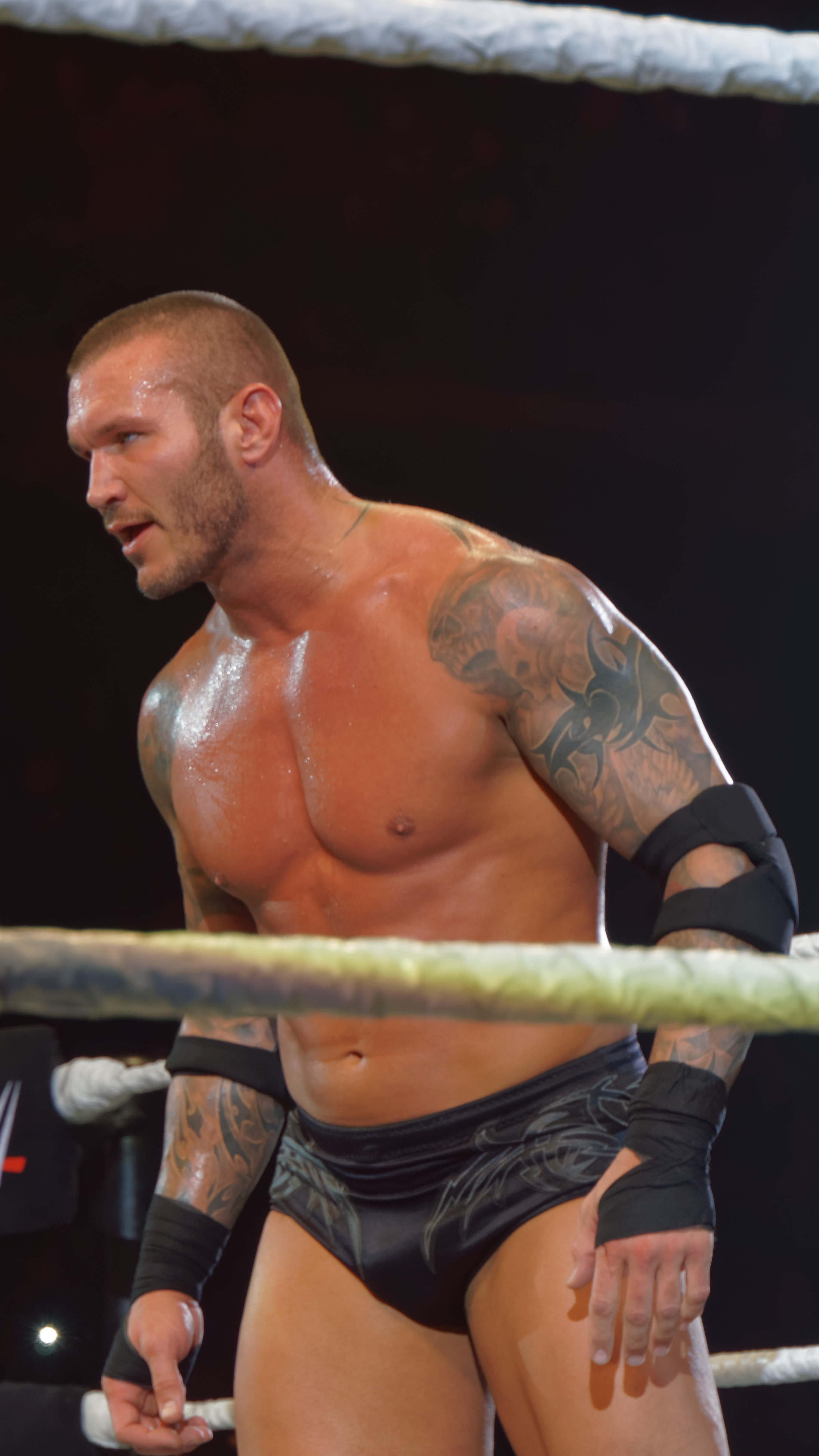
Randy Orton (April 2015)

In der SmackDown-Folge vom 1. August 2017 eröffnete Rusev eine Open Challenge gegen egal welchen Wrestler des SmackDown Rosters. Randy Orton, den Rusev zuvor nie besiegt hatte, nahm die Herausforderung an und attackierte Rusev mit dem RKO.
Rusev griff in der folgenden Woche Randy Orton von hinten an, nachdem dieser Jinder Mahal in einem non-Titelmatch besiegte. In der letzten SmackDown-Ausgabe vor dem SummerSlam, nach Rusevs Match gegen Chad Gable, attackierte Orton seinerseits Rusev mit dem RKO von hinten.

### Alexa Bliss gegen Sasha Banks
Bei Great Balls of Fire besiegte Sasha Banks Alexa Bliss durch Auszählen, daraufhin behielt Bliss die Raw Women’s Championship. Am folgenden Abend bei Raw traten Banks und Bayley gegen Bliss und Nia Jax an. Bayley pinnte Bliss und gewann auch in der folgenden Woche ein Einzelmatch gegen sie. Später am Abend konfrontierten Bayley und Banks den Raw General Manager Kurt Angle mit der Frage zur Nummer-1-Herausforderin auf die Raw Women’s Championship. Bayley stellte nochmals klar, dass sie zweimal nacheinander gegen Bliss gewonnen hat. Banks erklärte sich selbst zur Nummer-1-Herausforderin, da sie ganz klar die Championship bei Great Balls of Fire gewonnen hätte, hätte Bliss sich nicht auszählen lassen. Angle entschied daraufhin, dass beide gegeneinander bei Raw in der nächsten Woche antreten sollen, und der Sieger würde Bliss bei SummerSlam gegenüber stehen. Bayley gewann gegen Banks und wurde zur Nummer-1-Herausforderin erklärt.
In der nächsten Raw-Folge besiegte Bayley Nia Jax durch Auszählen, woraufhin Bliss erfolglos versuchte, Bayley anzugreifen. Bayley gab in der nächsten Woche bekannt, dass sie sich im Match gegen Nia Jax eine Schulterverletzung zugezogen hatte, weshalb sie auf den Anspruch der Nummer-1-Herausforderung verzichten müsse. Demzufolge wurden für die nächste Woche zwei Triple-Threat-Matches angesetzt, deren Gewinner den Nummer-1-Herausforderer auf die Raw Women’s Championship in einem weiteren Match gegeneinander ausmachen sollten. Im ersten Match siegte Banks gegen Alicia Fox und Emma, im zweiten konnte Nia Jax den Sieg gegen Dana Brooke und Mickie James für sich verbuchen. In der folgenden Woche besiegte Sasha Banks Nia Jax und wurde Nummer-1-Herausforderin auf die Raw Women’s Championship gegen Alexa Bliss bei SummerSlam.

### Finn Bálor gegen Bray Wyatt
In der Raw-Folge vom 17. Juli 2017, als Finn Bálor nach seinem Match gegen Elias Samson in den Backstage-Bereich ging, erschien Bray Wyatt auf dem TitanTron. Er sagte, dass er Bálors Schmerzen genieße und sein schlimmster Alptraum sei.
Wyatt kostete in der nächsten Woche Bálor seinen Sieg, als er in seinem No-Disqualification-Match gegen Samson gegen ihn den Sister Abigail einsetzte. Er stieg in der Raw-Folge des 31. Juli 2017 in den Ring, worauf die Lichter rot zu blinken begannen und erloschen. Als sie wieder angingen, erschien Bálor im Ring und attackierte ihn.
Während Bálor in der folgenden Woche Wyatt vorführte, erloschen wiederum die Lichter in der Arena, und Wyatt erschien in der Mitte des Rings. Kurz bevor die Lichter erneut erloschen, kam es zu einem Schlagabtausch zwischen den beiden, und Wyatt erschien auf dem TitanTron und lachte Bálor aus. Daraufhin wurde zwischen den beiden ein Match bei SummerSlam festgesetzt.
Nach einer Konfrontation zwischen den beiden in der folgenden Woche setzte Raw General Manager Kurt Angle das SummerSlam-Match bereits für denselben Abend fest, in dem Bray Wyatt gegen Finn Bálor siegte. Nach dem Match goss Wyatt eine blutrote Flüssigkeit über Bálor. Für SummerSlam wurde ein Rückmatch angesetzt, und Bálor versprach, in dem Match seine Demon King-Persönlichkeit herauszulassen.

### Dean Ambrose und Seth Rollins gegen Cesaro und Sheamus

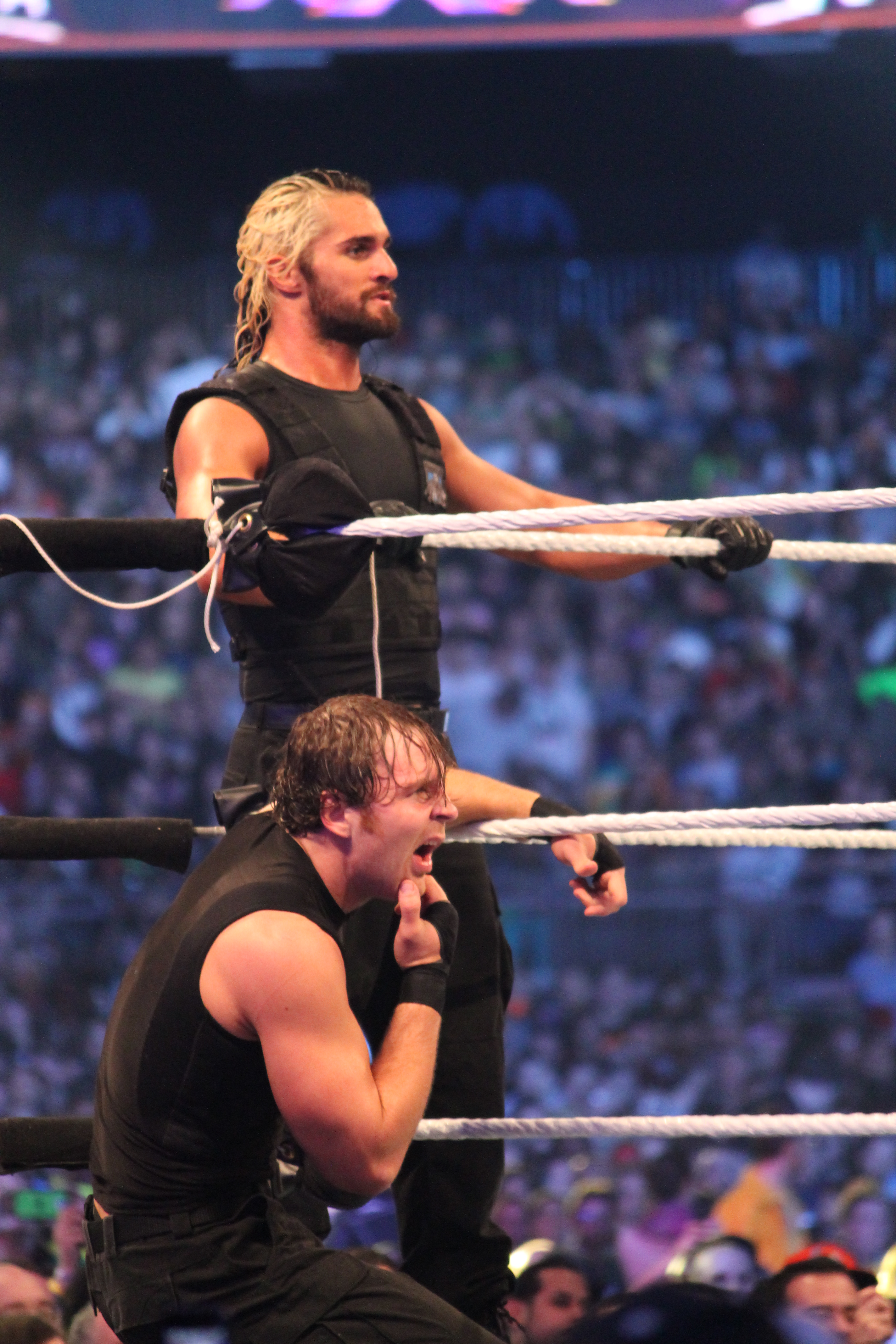
Seth Rollins und Dean Ambrose (April 2014)

Im Juli und August 2017 sah es immer mehr so aus, als würden sich Dean Ambrose und Seth Rollins als Teil des ehemaligen The Shields wieder zusammenraufen. Aber es kam nicht zum wohlbekannten Erkennungsfaustschlag des Shields. Beide wiesen diese Geste mehrere Wochen lang immer wieder zurück, hauptsächlich weil Ambrose Rollins wegen seiner Betrügereien der letzten drei Jahre nicht trauen konnte.
In der Raw-Folge des 31. Juli 2017 sah sich Rollins durch Cesaro und Sheamus konfrontiert, konnte aber am späteren Abend das Match gegen Sheamus gewinnen. Nach dem Match griffen Cesaro und Sheamus Rollins an, bevor Ambrose zu Hilfe eilen konnte. Im Backstage-Bereich erklärte Ambrose Rollins, dass er ihm nicht mehr helfen würde.
In der folgenden Woche, nachdem Rollins das Rückmatch gegen Sheamus verloren hatte, wurde er wiederum attackiert, aber Ambrose kam nicht an den Ring, um Rollins zu helfen. Später am Abend wurde Cesaro von Ambrose besiegt und sofort danach von Cesaro und Sheamus attackiert, bevor Rollins ihm helfen konnte. Ambrose begann, Rollins wieder leicht zu vertrauen, und bot ihm die Faust an, aber Rollins wies die Geste entschieden zurück.
Obwohl Dean Ambrose und Seth Rollins in der Raw-Folge vom 14. August 2017 in eine Auseinandersetzung gegeneinander geraten waren, fochten beide zusammen erfolgreich ein Match gegen Cesaro und Sheamus aus. Beide erwiderten letztendlich den Faustschlag und wiedervereinigten sich. Daraufhin kam sofort Raw General Manager Kurt Angle heraus und setzte für SummerSlam ein Match zwischen beide Teams um die Raw Tag Team Championship an.

### AJ Styles gegen Kevin Owens und die Rolle von Shane McMahon
Bei Battleground gewann Kevin Owens seine dritte United States Championship gegen AJ Styles. In der nächsten SmackDown-Folge wollte Styles um ein Rückmatch um den Titel bitten, wurde aber von Chris Jericho unterbrochen, der ihn selbst schon seit dem Verlust des Titels im vergangenen Mai um ein Rückmatch ersuchte. Vertraglich war für beide ein Rückmatch geregelt, woraufhin SmackDown Commissioner Shane McMahon ein Triple-Threat-Match um die United States Championship zwischen den beiden und Owens noch am selben Abend festsetzte. Styles konnte Jericho pinnen und gewann damit den Titel des United States Champions zurück. Nach diesem Match hatte Owens seinerseits um ein Rückmatch in der nächsten Woche gebeten. In diesem Match attackierte Owens den Ringrichter, Styles wurde aber zum Sieger erklärt, obwohl während des Pinfalls nicht beide Schultern Owens’ auf der Matte waren. Der frustrierte Owens konfrontierte McMahon und SmackDown General Manager Daniel Bryan mit der Forderung um ein Rückmatch, dieses Mal jedoch mit einem kompetenten Ringrichter. Bryan setzte das Rückmatch für SummerSlam an und erklärte McMahon zum Gastringrichter.
AJ Styles, Kevin Owens und Shane McMahon trafen sich nächste Woche im Ring, wo McMahon erklärte, dass er das Match fair leiten würde. Zwischen Owens und Styles kam es zu einer Schlägerei, wobei Styles versehentlich McMahon mit einem Pele Kick traf. In der folgenden Raw-Ausgabe bat Styles McMahon um Verzeihung, doch Shane entgegnete, dass dies nicht nötig sei. Styles hatte die Befürchtung, dass McMahon wegen dieses Versehens Owens im Match bei SummerSlam begünstigen würde. McMahon wies die Befürchtungen zurück, aber wenn Styles im Match Hand an McMahon anlegen würde, würde er zurückschlagen, was für Ringrichter nicht üblich sei. Daraufhin kam Owens in den Ring und gab seine Ansicht zu verstehen, dass Styles in diesem Fall also nicht disqualifiziert werden würde und reichte McMahon die Hand. Er jedoch wies die Geste mit der Meinung zurück, dass Owens und Styles sich die Hände schütteln sollten. In der Folge kam es zu einem Schlagabtausch zwischen den beiden, und McMahon versuchte, dazwischenzugehen. Dabei wurde er von Owens unabsichtlich mit einem Superkick getroffen.

### Jinder Mahal gegen Shinsuke Nakamura
Bei Battleground besiegte Jinder Mahal Randy Orton in einem Punjabi Prison-Match mit Hilfe der Singh Brothers und The Great Khali und behielt die WWE Championship. In der nächsten SmackDown-Folge verlangte Mahal nach einem neuen Herausforderer bei SummerSlam, woraufhin John Cena in den Ring stieg und Mahal konfrontierte. Cena gratulierte Mahal zur erfolgreich verteidigten WWE Championship und forderte ihn zu SummerSlam heraus. Aber SmackDown General Manager Daniel Bryan erklärte Cena, dass er sich die Herausforderung erst verdienen müsse und setzte ein Match zwischen Cena und Shinsuke Nakamura an. Der Sieger aus diesem Match solle der Nummer-1-Herausforderer werden. Nakamura besiegte Cena in der folgenden Woche und wurde damit zum Nummer-1-Herausforderer auf die WWE Championship erklärt.
In der letzten SmackDown-Folge vor dem SummerSlam hielt Jinder Mahal Feierlichkeiten zum Unabhängigkeitstag Indiens und zu seiner Regentschaft als WWE Champion ab. Diese wurden von Shinsuke Nakamura unterbrochen, und er gab zu verstehen, dass er die Championship bei SummerSlam gewinnen werde.

### Brock Lesnar, Braun Strowman, Roman Reigns und Samoa Joe gegeneinander

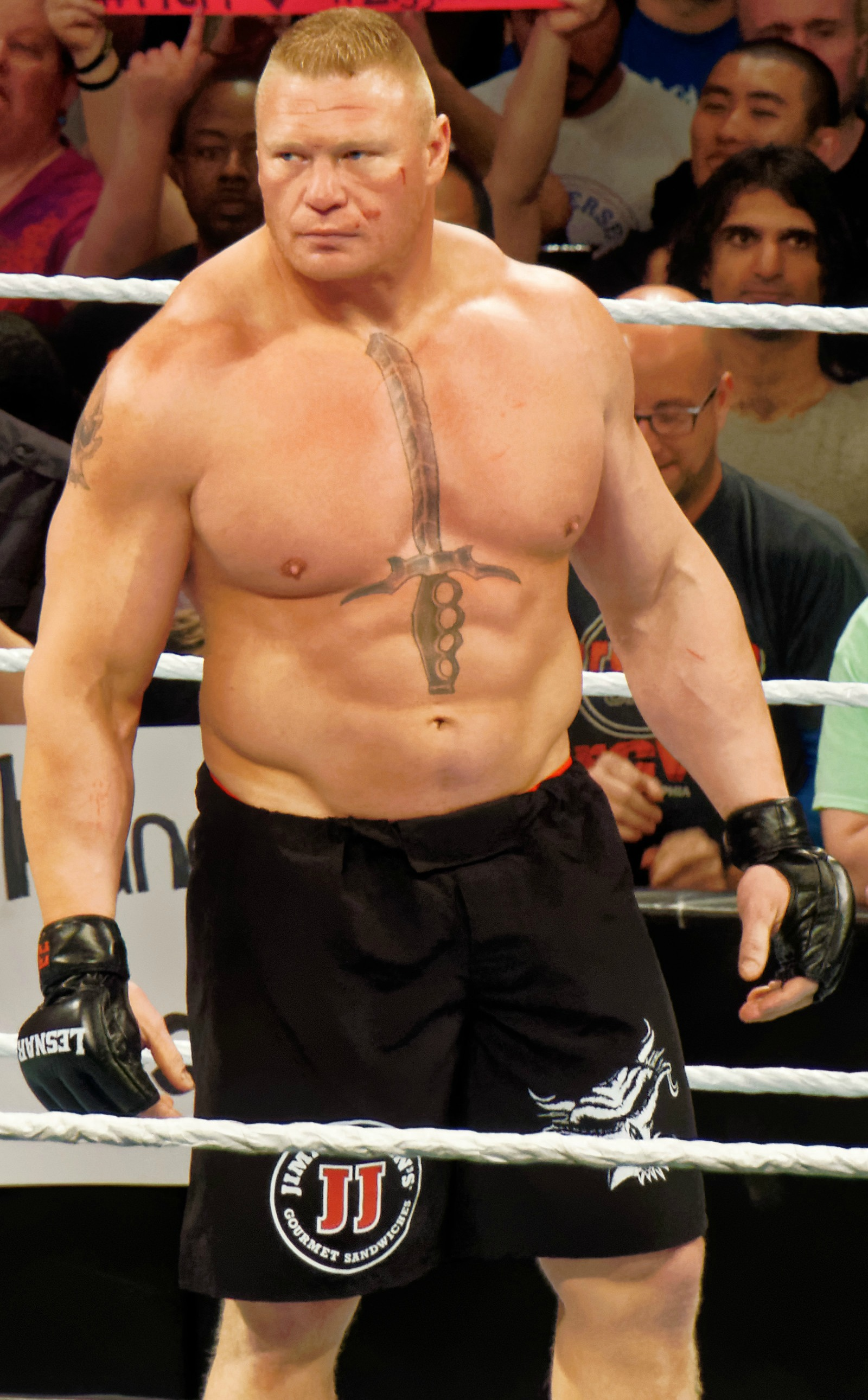
Brock Lesnar (März 2015)

In der Raw-Folge des 19. Juni 2017 erklärte Roman Reigns sich selbst zum Nummer-1-Herausforderer des Universal Champions Brock Lesnar bei SummerSlam. Später kehrte Braun Strowman an den Ring zurück und kostete Reigns das Match gegen Samoa Joe. Er forderte Reigns zu einem Ambulance Match bei Great Balls of Fire heraus, das er auch gewinnen konnte. Aber Reigns schlug zurück, sperrte Strowman in den Ambulance-Wagen und fuhr ihn rückwärts gegen einen Pfeiler, wobei Strowman verletzt wurde. Währenddessen besiegte Lesnar Samoa Joe und verteidigte den Universal Championship-Titel.
Am folgenden Abend in Raw gratulierte der Raw General Manager Kurt Angle Lesnar zu seinem Gewinn bei Great Balls of Fire. Als Angle öffentlich bekannt geben wollte, gegen wen Lesnar seinen Titel bei SummerSlam verteidigen soll, unterbrach Reigns die beiden mit einer Herausforderung des Champions, aber Lesnar gab zu verstehen, dass er diese nicht verdient hätte. Dann kam Samoa Joe dazu und sagte, dass Lesnar ihn bei Great Balls of Fire nicht besiegt hätte, sondern er ihm nur entkommen sei. Angle setzte daraufhin für die nächste Woche ein Match zwischen Roman Reigns und Samoa Joe an, und der Gewinner würde ein Titelmatch um die Universal Championship gegen Lesnar beim SummerSlam bekommen.
Während dieses Matches griff Braun Strowman beide Gegner an, und das Match blieb ohne Entscheidung. In einer darauffolgenden Schlägerei zwischen den dreien streckte Strowman seine Gegner nieder. Daraufhin war sich Angle bezüglich des Matches bei SummerSlam nicht mehr sicher und vertagte die Entscheidung auf die nächste Woche.
Bevor Angle in der nächsten Raw-Folge seine Entscheidung, wer Lesnar beim SummerSlam herausfordern wird, präsentieren konnte, stiegen Strowman, Samoa Joe und Reigns in den Ring und erklärten ihre Absichten. Daraufhin setzte Angle für den SummerSlam ein Fatal-Four-Way-Match zwischen Lesnar, Strowman, Reigns und Samoa Joe an. Es entbrannte wiederum eine heftige Schlägerei zwischen den dreien, die durch den Eingriff mehrerer Wrestler beendet werden konnte.
In der folgenden Woche forderten Lesnar und sein Vertreter Paul Heyman eine Erklärung von Angle, wie er ein Fatal-Four-Way-Match bei SummerSlam ansetzen konnte. Heyman gab öffentlich bekannt, dass Lesnar die WWE verlassen würde, wenn er dieses Match bei SummerSlam verlieren würde. Später am Abend besiegte Reigns Samoa Joe und Strowman in einem Triple-Threat-Match.
Lesnar und Heyman waren in der nächsten Raw-Folge zu Gast bei Miz TV. Lesnar beendete die Ausgabe mit einem Suplex und einem F-5 gegen jeden der Miztourage (Curtis Axel und Bo Dallas) und The Miz. Später am Abend besiegte Strowman Reigns in einem Last Man Standing-Match mit der Hilfe von Samoa Joe, der den Coquina Clutch gegen Reigns einsetzte. Zwischen allen vier Beteiligten brach in der letzten Raw-Folge vor dem SummerSlam eine heftige Schlägerei aus, die nur durch das Sicherheitspersonal und weitere Wrestler unterbunden werden konnte.

## Veranstaltung

### Kick-off Show

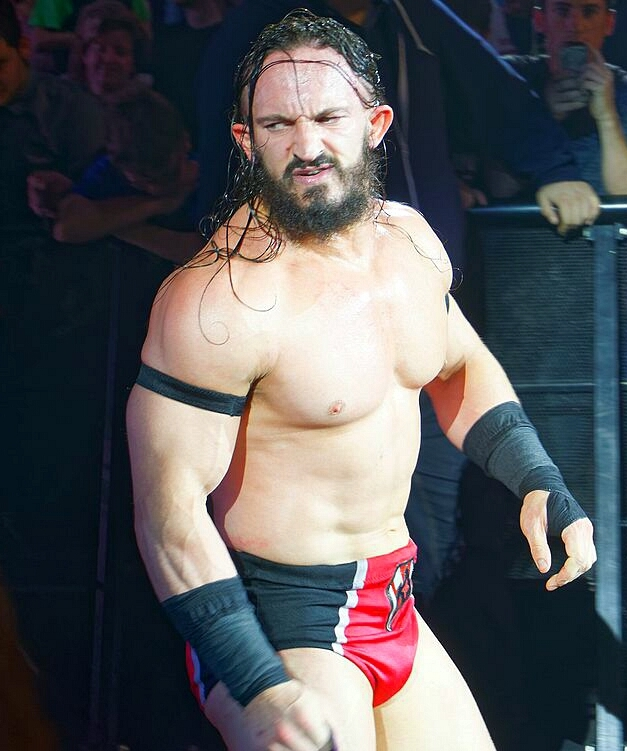
Neville (2017)

In der Kick-off Show wurden drei Matches ausgetragen. Das erste war ein 6-Mann-Tag Team Match, das zwischen dem Intercontinental Champion The Miz und The Miztourage gegen die Hardy Boyz (Jeff und Matt Hardy) und Jason Jordan ausgetragen wurde. The Miz gewann das Match für sein Team mit dem Skull Crushing Finale gegen Jordan.
Danach verteidigte Akira Tozawa erfolglos die WWE Cruiserweight Championship gegen Neville. Mit dem Red Arrow gegen Tozawa wurde Neville zweimaliger Cruiserweight Champion.
Im dritten Match verloren The New Day, bestehend aus Big E und Xavier Woods, die SmackDown Tag Team Championship gegen The Usos (Jimmy und Jey Uso), nachdem letztere einen Double Samoan Splash gegen Big E einsetzten. Damit gewannen The Usos zum zweiten Mal die SmackDown Tag Team Championship.

### Pay-per-View Show
John Cena eröffnete die Pay-per-View Show des SummerSlam 2017 in einem Match gegen Baron Corbin. Als Cena den Five Nuckle Shuffle ansetzte, wich Corbin aus. Nach einem Tornado DDT konnte Cena den Five Nuckle Shuffle letztendlich doch durchführen. Corbin verwandelte Cenas Ansatz des Attitude Adjustment in einen Deep Six, worauf er Cena fast pinnen konnte. Am Ende setzte sich Cena doch noch mit dem Attitude Adjustment durch und konnte das Match gewinnen.
Im nächsten Match verteidigte Naomi erfolglos die SmackDown Women’s Championship gegen Natalya. Naomi konnte den Sharpshooter von Natalya kontern, indem sie sie an den unteren Turnbuckle schmetterte. Am Ende des Matches setzte Naomi einen Split-Legged Moonsault an, den Natalya mit dem Anziehen ihrer Knie konterte. Der darauffolgende Sharpshooter von Natalya zwang Naomi zur Aufgabe. Natalya gewann ihre erste Championship seit 2010 und wurde damit die erste Wrestlerin, die sowohl den WWE Divas Championship- als auch den SmackDown Women’s Championship-Titel halten konnte.
Big Cass stand im folgenden Match Big Show gegenüber. Enzo Amore wurde in den über dem Ring hängenden Shark Cage gesperrt. Big Show konnte Big Cass nach einem KO Punch fast pinnen. Selbst nach einem Chokeslam konnte Big Cass knapp noch mal die Schulter heben. Durch den Matchverlauf angestachelt zog sich Amore bis auf die Unterhose aus, schmierte sich mit Öl ein und versuchte, den Shark Cage zu verlassen, was ihm schlussendlich auch gelang. Big Cass wartete schon und verpasste Amore sofort einen Big Boot. Erst nach dem zweiten Big Boot gegen Big Show und einem folgenden Empire Elbow konnte Big Cass den Ring als Sieger verlassen.
Im vierten Match standen sich Randy Orton und Rusev gegenüber. Als Orton auf dem Weg zum Ring war, wurde er bereits von Rusev angegriffen. Nachdem der Ringrichter festgestellt hatte, dass Orton das Match antreten konnte, ließ er zum Start des Matches die Ringglocke läuten. Orton setzte schon zu Beginn des Matches den RKO gegen Rusev ein und gewann nach nur zehn Sekunden.
Alexa Bliss verteidigte im folgenden Match erfolglos die Raw Women’s Championship gegen Sasha Banks. Nach einem Twisted Bliss war Banks fast geschlagen. Jedoch konnte sie letztendlich doch noch das Bank Statement ansetzen. Nach dem ersten Entkommen wurde Bliss erneut ins Bank Statement genommen und gab auf. Mit dem Titelgewinn wurde Banks der erste viermalige Raw Women’s Champion.

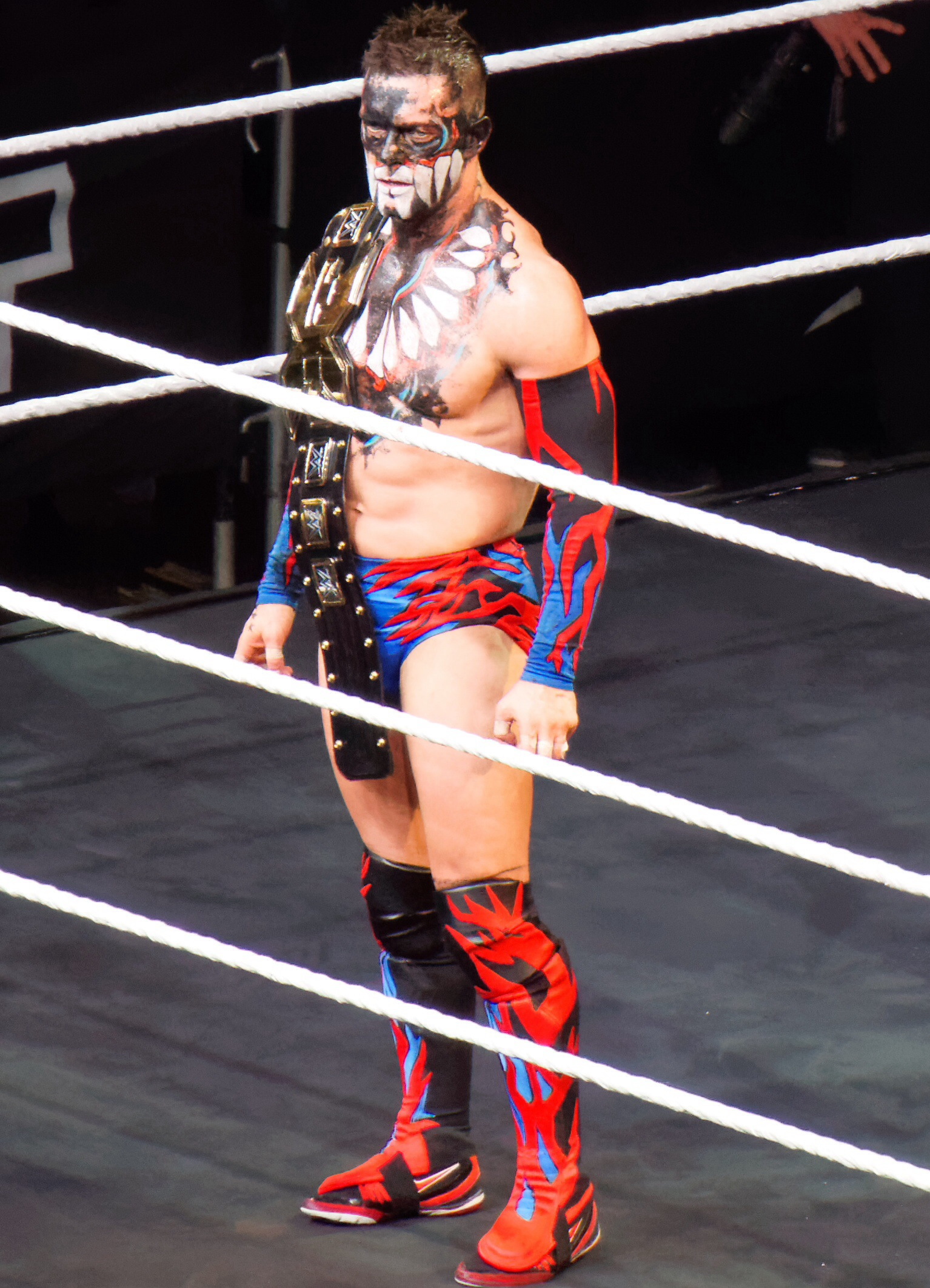
Finn Bálor (April 2016)

Im nächsten Match standen sich The Demon King Finn Bálor und Bray Wyatt gegenüber. Nach einem Coup De Grace konnte Bálor das Match für sich entscheiden.
Cesaro und Sheamus verteidigten im siebten Match die Raw Tag Team Championship erfolglos gegenüber Dan Ambrose und Seth Rollins. Als Sheamus und Cesaro am Ende des Matches einen White Noise gegen Ambrose ansetzten, zeigte Rollins einen Super Hurricanrana gegen Cesaro auf Sheamus und teilte einen Superkick sowohl gegen Cesaro als auch gegen Sheamus aus. Ambrose gewann mit dem Dirty Deeds gegen Sheamus die Raw Tag Team Championship für sein Team. Für Ambrose ist es der erste Tag Team Championship-Gewinn, er gilt seitdem als erstes Mitglied des damaligen Shields, dass Grand Slam Champion wurde.
Im nächsten Match verteidigte AJ Styles die United States Championship erfolgreich gegen Kevin Owens mit Shane McMahon als Gastringrichter. Owens attackierte Styles bereits vor dem offiziellen Matchbeginn, weshalb McMahon die beiden voneinander trennte. Während des Matches antwortete McMahon mit einem Bodycheck gegen eine Attacke von Owens, woraufhin Styles einen Springboard 450 Splash gegen Owens einsetzte. Dieser zog aber McMahon auf sich, um sich vor der Attacke zu schützen. Owens setzte eine Pop Up Powerbomb gegen Styles ein, der folgende Pinfall kam aber zu spät. Owens begann mit McMahon zu streiten. Owens konterte Styles’ Calf Crusher und kickte ihn gegen McMahon. Styles versuchte, Owens mit einem erneuten Calf Crusher zur Aufgabe zu zwingen, aber McMahon war k.o. Daraufhin kam es zum Streit zwischen Styles und McMahon. Styles zeigte einen Styles Clash gegen Owens. Dieser wiederholte die Pop Up Powerbomb gegen Styles, nach dem Durchzählen beim Pinfall jedoch, ließ McMahon die Ringglocke nicht läuten, da er hinterher noch erkannte, dass Styles Bein im Ringseil war. Der wütende Owens begann, mit McMahon zu diskutieren und schubste ihn. Styles versuchte, Owens einzurollen. Am Ende setzte Styles Owens mit einem Pele Kick zu, zeigte den Phenomenal Forearm und einen zweiten Styles Clash, woraufhin er Owens besiegen und den United States Titel behalten konnte.
Jinder Mahal verteidigte im vorletzten Match erfolgreich seine WWE Championship gegen Shinsuke Nakamura. Am Ende griffen The Singh Brothers in das Match ein, woraufhin Nakamura gegen beide einen Kinshasa einsetzte. Mahal nutzte diese Chance, gegen den abgelenkten Nakamura den Khallas zu zeigen, gewann das Match und behielt die WWE Championship.
Im Hauptmatch musste Brock Lesnar seine Universal Championship gegen Braun Strowman, Roman Reigns und Samoa Joe in einem Fatal-Four-Way-Match verteidigen. Schon früh im Match setzte Samoa Joe außerhalb des Ringes den Coquina Clutch gegen Lesnar an. Reigns beförderte Lesnar mit einem Spear durch die Ringabsperrung. Samoa Joe zeigte einen Side Slam gegen Reigns auf den Kommentatorentisch. Strowman beförderte Lesnar mit einem Running Powerslam durch diesen Kommentatorentisch und warf einen Kommentatorenstuhl auf Reigns und auf Samoa Joe. Mit einem zweiten Running Powerslam beförderte er Lesnar durch den zweiten Kommentatorentisch und warf den dritten Kommentatorentisch auf Lesnar. Medizinisches Personal musste Lesnar versorgen und backstage bringen. Als Samoa Joe den Coquina Clutch gegen Reigns ansetzte, wurde die Aktion von Strowman unterbrochen. Er zeigte einen Double Chokeslam gegen Reigns und Samoa Joe und versuchte, beide mit einem Pinfall zu besiegen. Lesnar kehrte zurück in den Ring und setzte den Kimura Lock gegen Strowman ein, worauf Reigns Superman Punches gegen Lesnar, Strowman und Samoa Joe austeilte. Er zeigte wiederum einen Spear gegen Lesnar. Als Samoa Joe versuchte, den Coquina Clutch gegen Reigns anzusetzen, zeigte Strowman einen Running Front Dropkick gegen Reigns und Samoa Joe. Strowman setzte einen Running Powerslam gegen Samoa Joe ein. Als er auch einen Power Slam gegen Reigns gezeigt hatte, hat Lesnar den Pinfall bei 2 unterbrochen. Reigns versetzte Strowman einen Spear, der ihn auf den Boden warf. In einer ähnlichen Szene bei Great Balls of Fire setzte Samoa Joe den Coquina Clutch gegen Lesnar an, um seinen F-5 zu kontern, während Reigns’ Pinfall auch nur bis 2 ging. Am Ende des Matches teilte Reigns drei Superman Puches gegen Lesnar aus und versuchte erneut einen Spear, den Lesnar in einen F-5 verwandeln konnte. Brock Lesnar gewann das Match und behielt die Universal Championship.

## Nach der Veranstaltung

### Raw

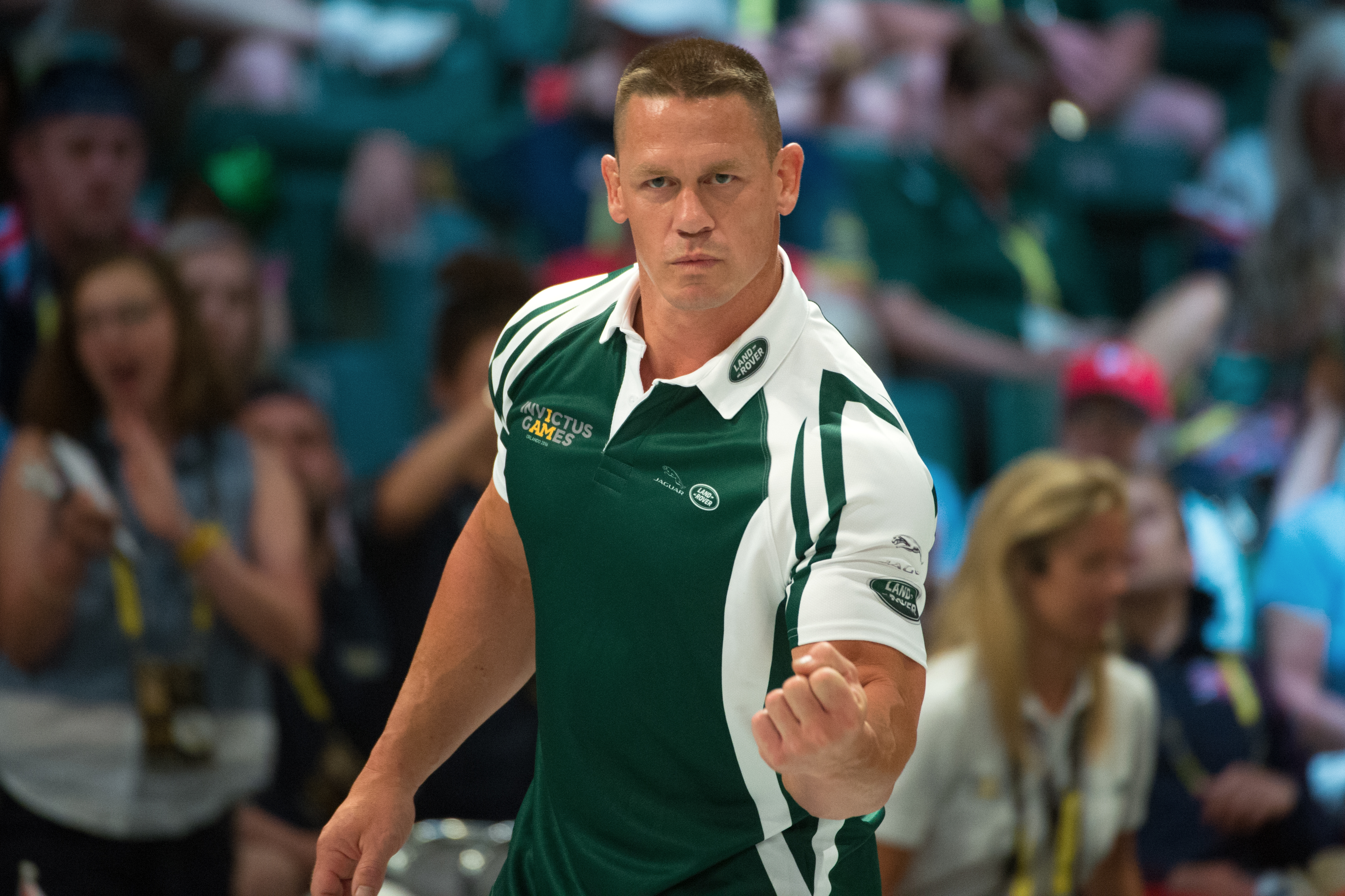
John Cena (Mai 2016)

In der Raw-Folge nach dem SummerSlam kamen Brock Lesnar und Paul Heyman in den Ring und feierten die erfolgreiche Verteidigung der Universal Championship. Braun Strowman ließ das nicht auf sich setzen und attackierte Lesnar mit zwei Running Powerslams. Später am Abend wurde ein Match um die Universal Championship zwischen Lesnar und Strowman bei No Mercy festgesetzt.
John Cena wechselte den Roster nach Raw und wurde im Ring von Roman Reigns, The Miz und Samoa Joe unterbrochen. Cena und Reigns bildeten ein Team und gewannen gegen das Team von Samoe Joe und The Miz. In der Folgewoche wurde ein Match zwischen John Cena und Roman Reigns bei No Mercy festgesetzt.
Dean Ambrose und Seth Rollins feierten ihre neue Raw Tag Team Championship im Ring. Sie wurden von den Hardy Boyz unterbrochen, wurden zum Sieg gratuliert und zu einem Match herausgefordert, dass Ambrose und Rollins gewinnen konnten.
Auch Sasha Banks wollte ihre neue Raw Women’s Championship feiern, wurde aber von Alexa Bliss unterbrochen, die für die folgende Raw-Ausgabe eine Revanche forderte. Bliss gewann den Titel zurück, und Nia Jax gratulierte ihr zwar, ließ aber sonst kein gutes Wort über sie fallen.
Big Cass stand Enzo Amore in einem Brooklyn Street Fight gegenüber. Amore gewann das Match, weil sich Big Cass eine Beinverletzung zuzog und nicht länger am Kampf teilnehmen konnte. Daraufhin wechselte Amore in die Cruiserweight Liga 205 Live.
Ebenfalls in der Raw-Folge forderte Jason Jordan Finn Bálor heraus. Raw General Manager Kurt Angle hat das Match angesetzt, das Finn Bálor gewinnen konnte.

### SmackDown

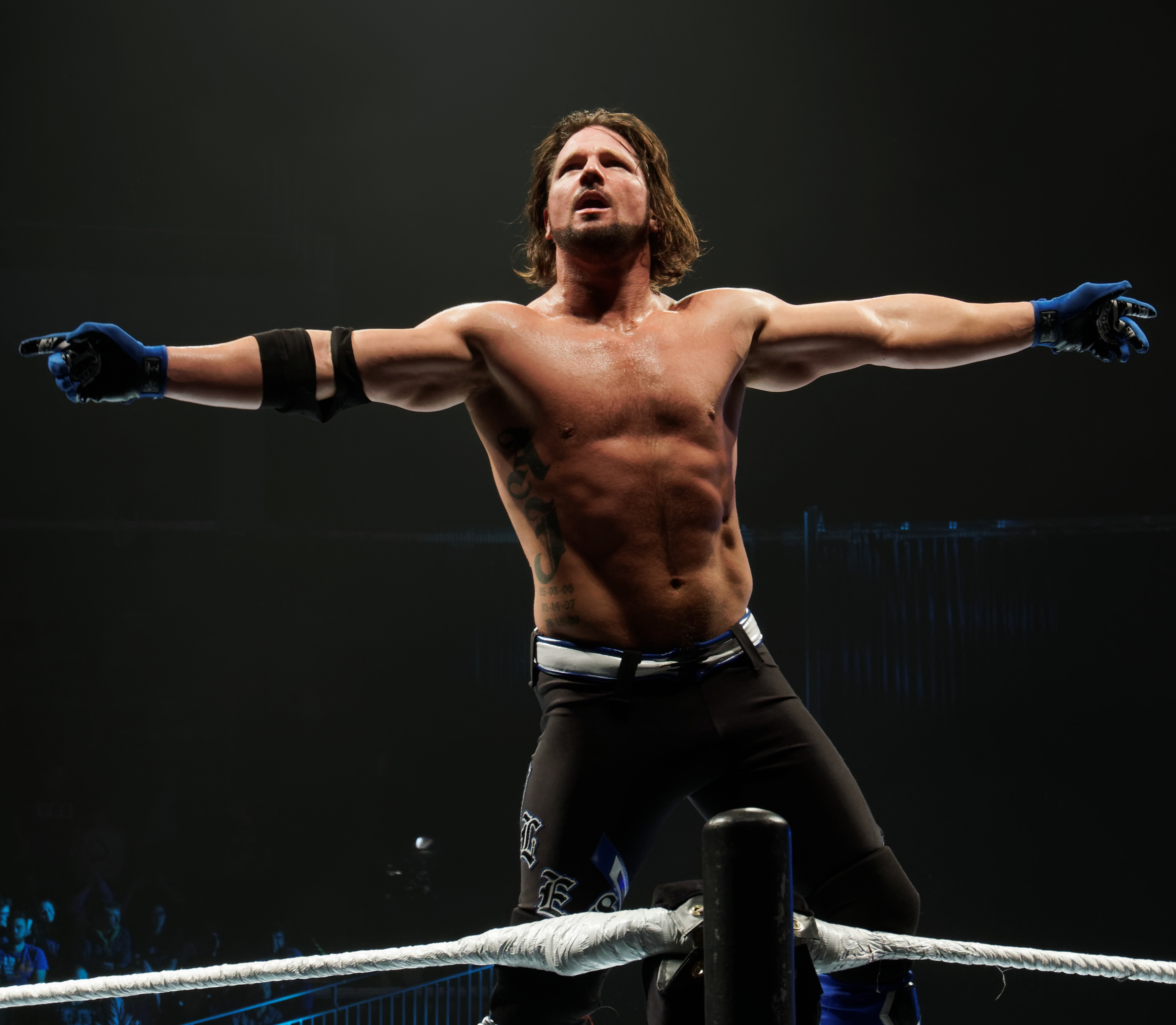
AJ Styes (April 2016)

Zur Vergeltung des Eingriffs der Singh Brothers in das WWE Championship-Titelmatch zwischen Shinsuke Nakamura und Jinder Mahal, setzte SmackDown General Manager Daniel Bryan ein Handicap-Match zwischen Nakamura und The Singh Brothers an, dass Nakamura gewinnen konnte. Danach attackierte Mahal Nakamura, der sich aber mit einem Kinshasa erfolgreich zur Wehr setzen konnte. In der Folgewoche traten Randy Orton und Nakamura in einem Team gegen Mahal und Rusev an und siegten.
AJ Styles sprach eine Open Challenge um die United States Championship aus, die Kevin Owens sofort angenommen hat. Styles hat die Herausforderung aber ausgeschlagen, da er Owens bereits bei SummerSlam geschlagen hat. Kevins war der Ansicht, dass der Gastringrichter Shane McMahon AJ Styles bevorzugt behandelt hätte. Daraufhin kam der SmackDown Commissioner Shane McMahon in den Ring um sich gegen diese Anschuldigungen zu wehren. Nach einer verbalen Konfrontation nahm Styles die Herausforderung auf ein Rückmatch an und McMahon erlaubte es Owens, selbst einen Gastringrichter zu wählen, es sei jedoch die letzte Chance auf diesen Titel. Owens wählte Baron Corbin als Gastringrichter, aber mitten im Match übernahm McMahon wegen der schlechten Leistungen Corbins die Kontrolle über das Match. Letztendlich verteidigte Styles die seinen Titel erfolgreich.
Nachdem die neuen SmackDown Tag Team Champions The Usos The Hype Bros (Mojo Rawley und Zack Ryder) besiegten. Sie sprachen danach eine Warnung an alle SmackDown Tag Teams aus. Nach ihrem Match gegen The New Day in der folgenden Woche durfte der Gewinner die Art des Rückmatches um die SmackDown Tag Team Championship festlegen. The Usos hatten gewonnen und wollten das Rückmatch als No-Holds-Barred-Match austragen.
Der neue SmackDown Women’s Champion Natalya gab zu verstehen, dass sie die Würde des Titels wiederherstellen wolle. In einem Team mit Carmella verlor sie gegen Naomi und Becky Lynch. In der folgenden Woche forderte Naomi Natalya zu einem Rückmatch um die SmackDown Women’s Championship in der Folge des 5. Septembers heraus.

### 205 Live
Tozawa erhielt in der 205 Live-Folge nach dem SummerSlam ein Rückmatch um die Cruiserweight Championship gegen Neville, war aber unterlegen.

## Ergebnisse
| Nummer | Ergebnis | Matchart | Länge des Matches |
| --- | --- | --- | ----------------- |
| 1K | The Miz (mit Maryse) und Miztourage (Bo Dallas und Curtis Axel) besiegten The Hardy Boyz (Jeff & Matt Hardy) und Jason Jordan | 6-Mann-Tag Team Match | 11:20             |
| 2K | Neville besiegte Akira Tozawa (c) (mit Titus O’Neil)                                                                          | Einzelmatch um die WWE Cruiserweight Championship                                                                                        | 11:45             |
| 3K | The Usos (Jimmy und Jey Uso) besiegten The New Day (Big E und Xavier Woods) (c) (mit Kofi Kingston)                           | Tag Team Match um die WWE SmackDown Tag Team Championship                                                                                | 19:20             |
| 4 | John Cena besiegte Baron Corbin                                                                                               | Einzelmatch | 10:15             |
| 5 | Natalya besiegte Naomi (c) durch Aufgabe                                                                                      | Frauen-Einzelmatch um die WWE SmackDown Womens Championship                                                                              | 11:10             |
| 6 | Big Cass besiegte Big Show | Einzelmatch; Enzo Amore war während des Matches in einem Haikäfig über dem Ring gefangen.                                                | 10:30             |
| 7 | Randy Orton besiegte Rusev | Einzelmatch | 00:10             |
| 8 | Sasha Banks besiegte Alexa Bliss (c) durch Aufgabe                                                                            | Frauen-Einzelmatch um die WWE Raw Womens Championship                                                                                    | 13:10             |
| 9 | Finn Bálor besiegte Bray Wyatt                                                                                                | Einzelmatch | 10:40             |
| 10 | Dean Ambrose und Seth Rollins besiegten Cesaro und Sheamus (c)                                                                | Tag Team Match um die WWE Raw Tag Team Championship                                                                                      | 18:35             |
| 11 | AJ Styles (c) besiegte Kevin Owens                                                                                            | Einzelmatch um die WWE United States Championship mit Shane McMahon als Ringrichter                                                      | 17:20             |
| 12 | Jinder Mahal (c) (mit The Singh Brothers) besiegte Shinsuke Nakamura                                                          | Einzelmatch um die WWE Championship | 11:25             |
| 13 | Brock Lesnar (c) (mit Paul Heyman) siegte gegen Roman Reigns, Samoa Joe und Braun Strowman                                    | Fatal-4-Way Match um die WWE Universal Championship. Hätte Lesnar den Titel verloren, hätte er mit Paul Heyman die WWE verlassen müssen. | 20:45             |
| (c) – Dies ist/sind der/die Champion/s vor dem SummerSlam K – Dieses Match fand in der kostenfrei zu sehenden Kickoff-Show statt | | |                   |